# Sjaak Pieters

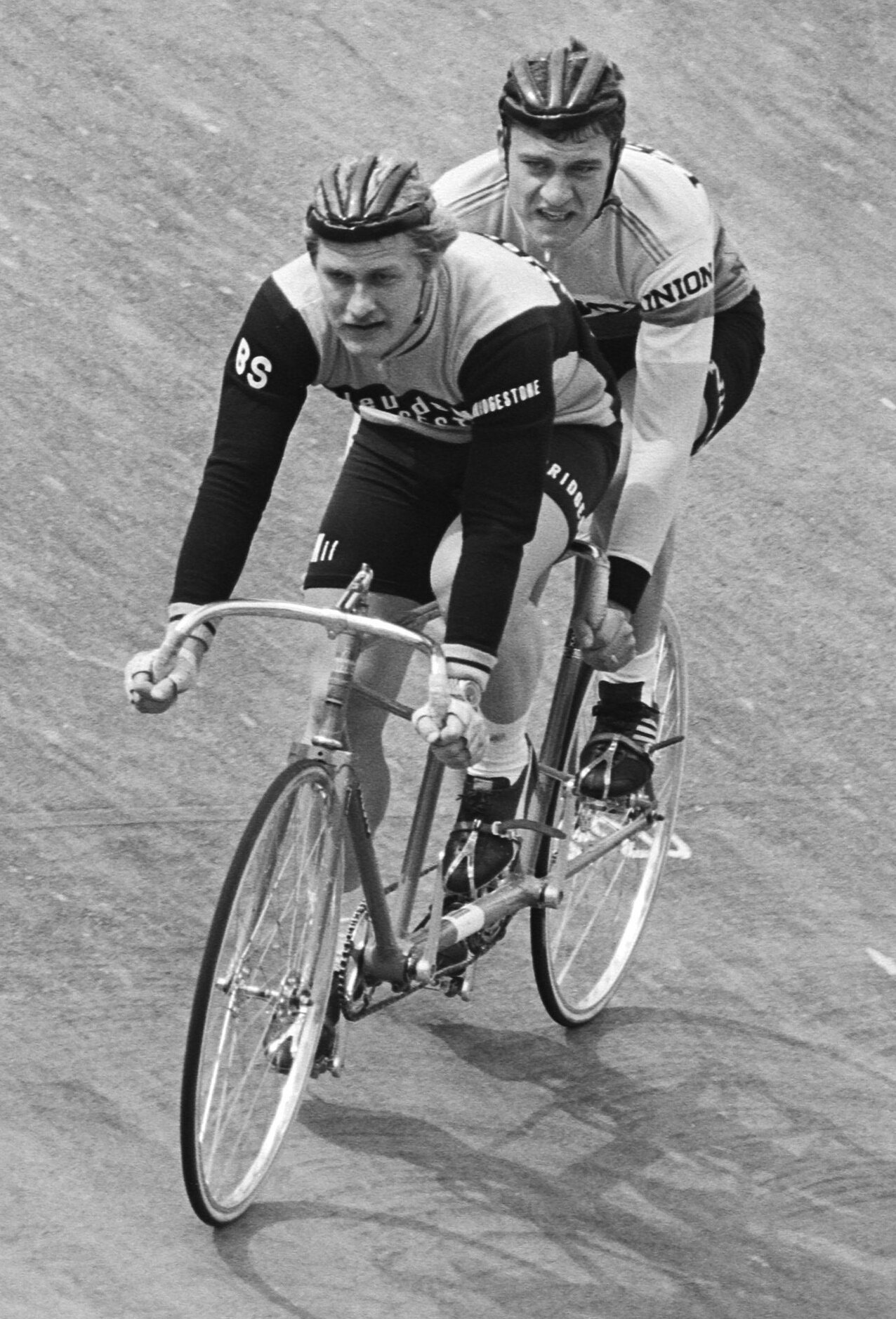
Sjaak Pieters (links) und Lau Veldt auf dem Tandem (1978)

Klaas Pieter „Sjaak“ Pieters (* 22. Juli 1957 in Zwanenburg) ist ein ehemaliger niederländischer Bahnradsportler und heutiger Radsportfunktionär.
Sjaak Pieters war ein Spezialist für die Kurzzeitdisziplinen auf der Bahn, und da in Besonderheit für Tandemrennen. In dieser Disziplin wurde er zwischen 1977 und 1987 sechsmal niederländischer Meister, dreimal mit Ton Vrolijk, zweimal mit Lau Veldt und einmal mit Albert Harren. Zudem errang er 1978 den nationalen Titel im 1000-Meter-Zeitfahren. 1985 siegte er in der nationalen Meisterschaft im Sprint vor Thierry Détant.
Zweimal – 1978 (mit Veldt) und 1982 (mit Vrolijk) – wurde er auf dem Tandem Dritter bei UCI-Bahn-Weltmeisterschaften. 1976 startete er bei den Olympischen Spielen in Montreal im Sprint, schied jedoch im Achtelfinale aus.
Pieters kommt aus einer Familie von Sportlern: Seine Frau ist die zweifache Olympiateilnehmerin und Turnerin Ans Dekker, sein Bruder Peter Pieters war ebenfalls Radrennfahrer.
2011 war Pieters Leiter des niederländischen Radsportteams Rucanor Line Cycling.